# António Xavier Rodrigues Cordeiro
António Xavier Rodrigues Cordeiro (Cortes, 23 décembre 1819-Cortes (Leiria), 11 décembre 1896 ) : Homme politique, historien, journaliste, poète ultra-romantique, professeur, chroniqueur et écrivain. Fils de Joaquim Nicolau Rodrigues Cordeiro (né au XVIIIe siècle, mort en 1856) et de D. maria José Xavier da Natividade (1774-30 janvier 1869). António Xavier Rodrigues Cordeiro est considéré comme une figure majeure du mouvement ultra-romantique portugais. Il est le frère de Cândido Joaquim Xavier Cordeiro et le grand-oncle du poète Afonso Lopes Vieira.

## Formation: Coimbra et l'école romantique

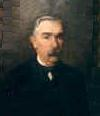
Portrait d'António Xavier Rodrigues Cordeiro.

António Xavier Rodrigues Cordeiro vient au monde dans une des périodes les plus agitées de l'histoire du Portugal. En 1819, sa région d'origine porte encore les stigmates des trois invasions napoléoniennes. Leiria est ravagée. La ville et les campagnes alentour sont dépeuplées. Le Portugal est occupé par les troupes anglaises du général Beresford. Depuis 1816, Rio de Janeiro est la capitale de tout l'Empire, aux dépens de Lisbonne. Le pays vit une grave crise économique et morale.
Alors qu'il n'a qu'un an, la Révolution de Porto éclate et impose une Charte constitutionnelle à la monarchie réfugiée en Amérique (1820). Les Anglais sont sommés de quitter le pays. Trois ans plus tard, le Brésil se sépare de son ancienne métropole. Le Portugal ne s'en remettra jamais tout à fait. Les coups d’État et les guerres civiles se succèdent. Afin de faire face à la crise, la monarchie essaye de se rabattre sur ses possessions africaines, alors que les mouvements libéraux puis républicains remettent clairement en cause l'ordre établi. Le jeune António grandit dans le siècle de tous les possibles, de toutes les tourmentes et de toutes les révoltes.
Sans jamais renier son enracinement à Leiria, il quitte le domicile familial à l'adolescence pour suivre des cours de droit à l'université de Coimbra, d'où il sort Bacharel. Rapidement, il s'engage dans l'espace public en tant que journaliste et polémiste. En 1844, il fonde, avec João de Lemos, le journal de poésie O Trovador, organe de la jeunesse estudiantine de Coimbra des années 1840, et l'un des principaux soutiens et organes de diffusion des idéaux de la seconde génération romantique portugaise (les ultra-romantiques). Il a alors vingt-cinq ans.
De ses années à Coimbra, il conservera des réseaux d'amitié dans le monde intellectuel et de l'édition. La plupart de ses premiers livres seront mis sous presse dans la ville universitaire alors qu'il n'y vit plus.

## L’âge d'homme: œuvre littéraire et engagement politique

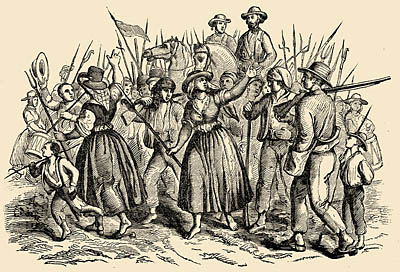
La révolution de Maria da Fonte, in A Ilustração, v. II, 1846, p. 71.

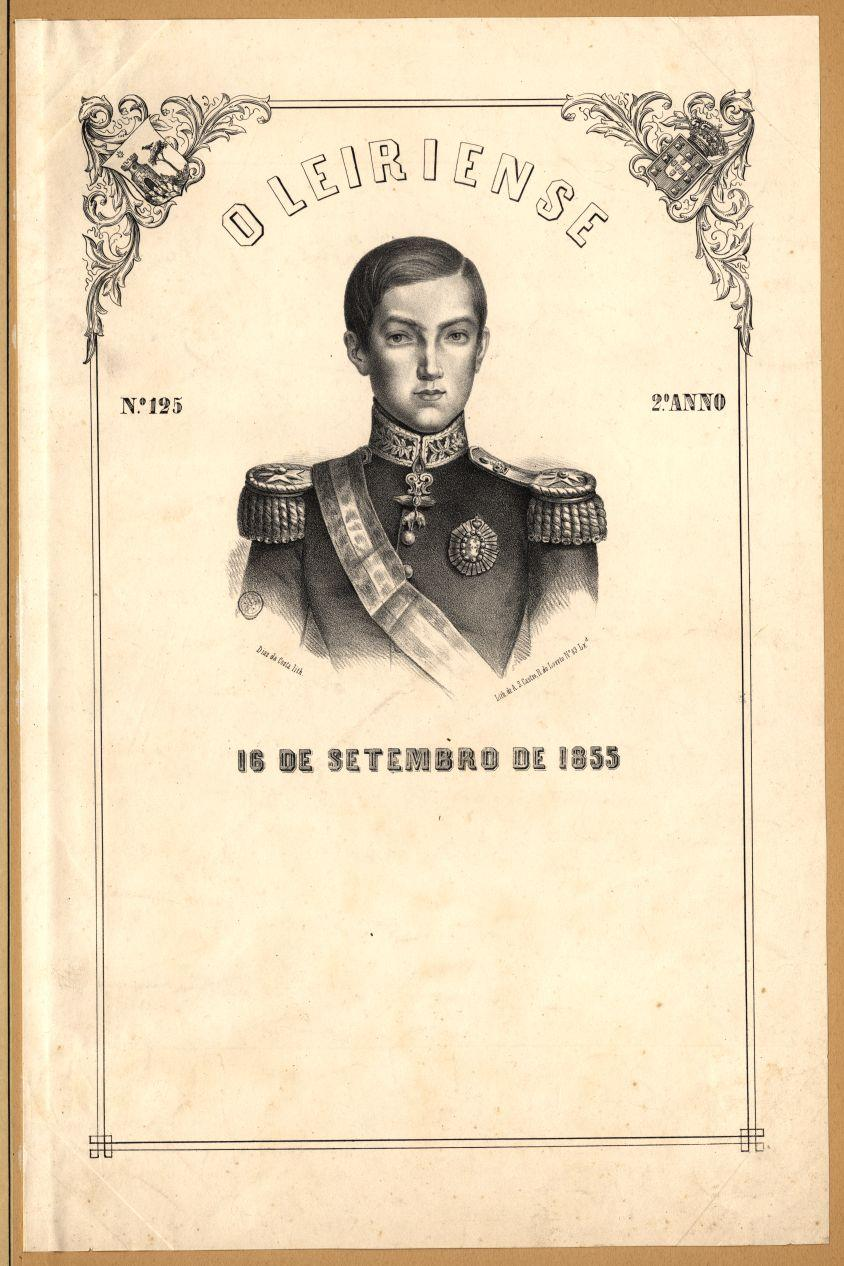
Couverture du Leiriense (n° 125, an. II), fondé en 1854 par Rodrigues Cordeiro.

En mars 1846, il prend parti dans la révolution de Maria da Fonte, en soutenant les mutins. La révolte met aux prises les catégories populaires du Nord du Portugal et le gouvernement de Lisbonne, qui entend imposer de nouvelles réformes à une population déjà excédée (recrutement militaire, fiscalité, intervention de l’État dans le culte). Prolongeant son combat dans la sphère institutionnelle, Rodrigues Cordeiro met ses idéaux à l'épreuve des urnes. Il devient député anti-cabraliste pendant deux législatures, et rédacteur de la Chambre des Députés.
En dépit de l'intervention de l'armée et des tentatives d'apaisement, l'élan insurrectionnel se propage comme une trainée de poudre et la révolte se généralise en un mois. Le 17 mai 1846, la reine se résout à démettre Costa Cabral qu'elle avait toujours soutenu. Ce n'est, pour les anti-cabralistes, qu'une victoire en demi-teinte. La crise se poursuit de façon larvée avec le nouveau gouvernement à travers les épisodes de l'Emboscada et de la Patuleia. Le mouvement libéral continue à progresser et à saper les fondements d'une monarchie qui peine à se réformer. Le pays, qui se modernise, est en pleine effervescence politique et culturelle. La presse se développe massivement.
Le premier juillet 1854, Rodrigues Cordeiro fonde O Leiriense, l'un des premiers journaux de Leiria, dans lequel il publie des chroniques historiques, compilées postérieurement dans les deux volumes de Leituras ao serão. Son journal défend des positions nouvelles parfois très audacieuses, et souvent minoritaires : il n'écarte par exemple pas l'éventualité de mariages hispaniques pour le roi Pierre V, et son frère, le futur Louis Ier, afin de permettre l'Union Ibérique à court ou moyen terme. L'idée d'une alliance défensive entre l'Espagne et le Portugal, soudée par un " ibérisme fraternel ", éviterait une " colonisation britannique ". Il s'agit, selon les partisans de l'Union, de créer une fédération, fondée sur un catholicisme social des temps nouveaux, attachée au droit et à la liberté individuelle, et permettant aux peuples ibériques de retrouver leur place dans l'histoire.
Une grande partie de la presse s'insurge, qualifiant l'idée de " boîte de Pandore ". L'histoire lui donne pourtant en partie raison. Une vingtaine d'années plus tard, lors de la Révolution de 1868, le roi Ferdinand II se voit proposer la couronne d'Espagne par les militaires au pouvoir après le départ en exil de la reine Isabelle II. Sans doute effrayé par le désordre qui règne dans le pays voisin, et par les limites que la constitution proposée par les militaires espagnols prétend fixer à son pouvoir, le souverain portugais refuse.

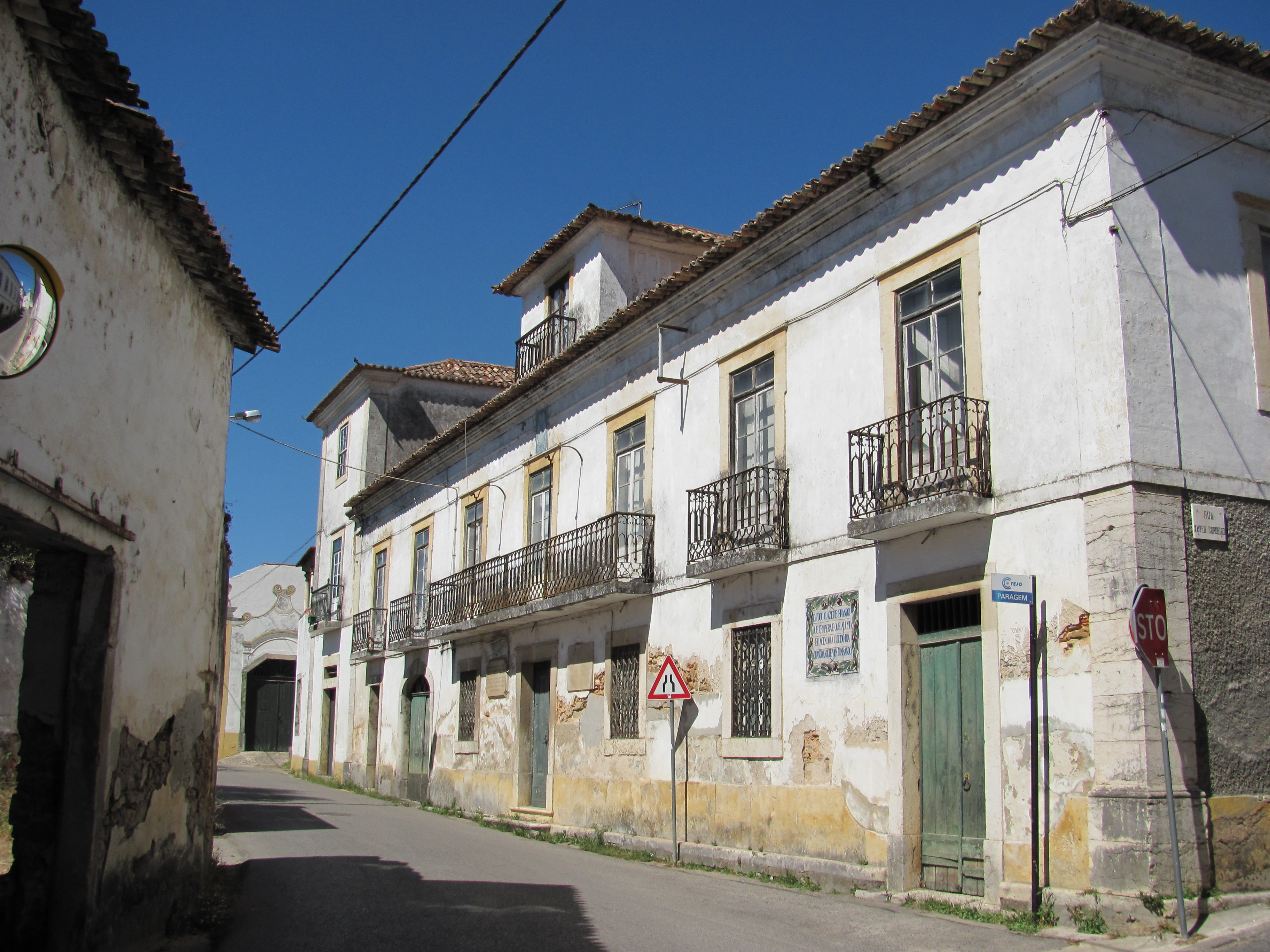
Maison d'António Xavier Rodrigues Cordeiro à Cortes.

En 1856, António Xavier Rodrigues Cordeiro perd son père. Il a trente-sept ans. Peut-être ressent-il alors le besoin de fonder une famille pour faire face au deuil. Trois ans passent. Le 19 septembre 1859, il épouse Maria da Piedade Moreira Freire Correa Manoel de Aboim (1829-1886) dans l'église São Cristóvão e São Lourenço, à Lisbonne. Le mariage, tardif, n'en est pas moins heureux. L'écrivain témoigne une affection très intense à sa femme un peu partout dans son œuvre. Les années qui suivent connaissent un regain d'activité littéraire. À partir de 1862, il dirige le Novo Almanaque de Lembranças Luso-Brasileiro, dans lequel il publie plusieurs études sur des écrivains portugais et brésiliens. Parallèlement, il poursuit son œuvre personnelle. Il collabore à un rythme soutenu avec des articles littéraires et des poèmes à plusieurs autres périodiques, comme O Bardo, O Panorama, o Jornal de Belas-Artes, a Revista Académica de Coimbra, O Instituto e A Revolução de Setembro.
En dépit de ses séjours à Lisbonne, il reste profondément enraciné dans la région de Leiria, où il a sa résidence principale et ses réseaux d'amitié. Il reçoit régulièrement ses amis écrivains et politiques dans son immense demeure bourgeoise de Cortes, d'où il gère ses affaires. Une de ses principales préoccupations sera de désenclaver sa campagne. Administrateur du Conseil de Leiria, il est le promoteur de la nouvelle route qui relie Leiria à son village (estrada nova).
En 1889, il réunit son œuvre poétique dans les deux volumes des Esparsas.

## L'émergence d'une poésie bourgeoise, catholique et rurale
L’œuvre poétique de Rodrigues Cordeiro a été très largement oubliée, malgré la publication en 1996 d'une Antologia par l'association Cartes. Elle n'est pourtant pas dénuée d'originalité et d'intérêt. Historiquement, elle est le reflet de la vie intellectuelle naissante dans la Province portugaise à la fin du XIXe siècle. On peut la qualifier, sans la dénigrer, de poésie bourgeoise, catholique et rurale, parce qu'elle émerge en partie du magma culturel créé par le peuple des campagnes. Elle ne s'enracine pas uniquement dans les " traditions nobles ". Dans nombre de ses poèmes, Rodrigues Cordeiro explore et réactualise un système ancien, basé sur les rythmes naïfs et les motifs colorés des chansons populaires chantées dans les bals ou par les ranchos. Il rompt, dans ce sens, avec la grande poésie métropolitaine, lisboète et courtoise, parfois inabordable pour le profane.

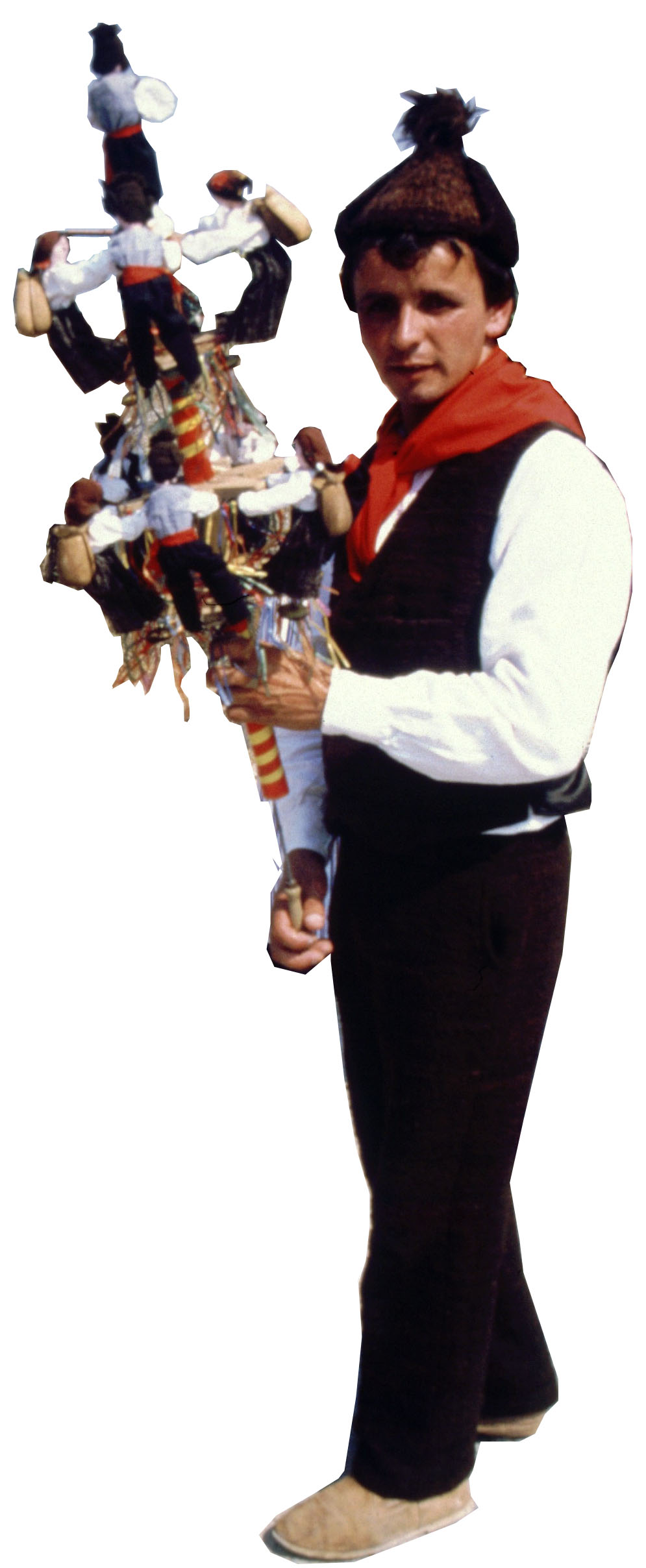
Les chansons populaires, l'une des sources d'inspiration probables de Rodrigues Cordeiro.

Rodrigues Cordeiro qualifie lui-même sa poésie " d'essais lyriques " : ses poèmes les plus réussis sont des pièces courtes, à métrique réduite et au vocabulaire simple. Ils s'apparentent à de véritables petites chansons populaires. Le terme " essais " ne doit pas induire en erreur. Il renvoie autant à une expérience nouvelle, une " tentative ", qu'au genre des essais en prose. Mais ses pièces sont des objets de réflexion particuliers, dans le sens originel du mot réflexion, reflectere, refléter. Elles reflètent davantage un voyage intérieur et des sentiments qu'elles n'induisent une pensée structurée. La lyrique, elle, est constante. Les rythmes parfois redondants, les hésitations, les lenteurs et les raideurs ne doivent pas occulter l'extrême diversité des thèmes traités : la mort, la politique, l'histoire, le quotidien dans les campagnes, les liens familiaux, amoureux, la nature. Cette diversité elle-même est d'essence populaire : sa poésie raconte la vie, la discute, s'en plaint ou s'en réjouit. Elle prend le risque de l'audace ou de la naïveté. L'auteur s'efforce de varier le ton. Certains textes peuvent être polémiques ou partisans, d'autres sont clairement des chroniques d'une époque. Dans certains poèmes, l'écrivain dialogue. Sa poétique est alors habitée et intimiste : on l'entend parler avec ses parents, avec de jeunes gens, personnages réels ou imaginaires, figures universelles de toutes époques, qui passent et revivent le temps d'une lecture, en nous parlant de leur temps, et de leurs sentiments. Tous ses textes ont une violente charge affective, exacerbée volontairement. Ils restent ultra-romantiques, dans le sens premier du mot " ultra ", et frôlent à bien des égards le sentimentalisme.
Rodrigues Cordeiro effleure, sans aller véritablement jusqu'au bout de sa démarche, la dynamique et les rythmes populaires nationaux. Il reste bourgeois, c'est-à-dire, à bien des égards encore quelque peu rigide et ennuyeux. " [...] Rodrigues Cordeiro a saisi la beauté des danses populaires. Il a aimé leurs rythmes, a essayé de danser comme les gens pauvres des campagnes. Mais ses chaussures étaient trop rigides, et ses jambes trop faites aux chaises des bureaux. Pour chanter la vie du peuple, il faut la vivre dans sa chaire. La sueur et la fatigue assouplissent les corps. Ne rien posséder vous rend plus léger. Rodrigues Cordeiro cherchait une formule en amateur. Il voyageait trop chargé. Le moule dans lequel il avait grandi n'était pas le bon. " Ce jugement, quelque peu sévère, ne doit pas pour autant faire oublier son rôle de précurseur. Il a compris la beauté de la poésie populaire chantée, l'a analysée, s'y est " essayé ", et a commencé à puiser dans le pot commun du peuple portugais, trop souvent méprisé et mis de côté. En dépit des apparences, c'est un moderne, et il se dégage, de l'ensemble de son œuvre, une sensation de tendresse et de douceur typiquement portugaise. L'échec de l'essai, lorsqu'il est patent, reste touchant et humain. En dépit de tous ses défauts, sa poésie se lit bien, et recèle quelques perles. Peu connue et peu étudiée, l'œuvre de Rodrigues Cordeiro n'en est pas moins arrivée jusqu'à nous à travers son héritier le plus direct : Afonso Lopes Vieira.

## L'héritage

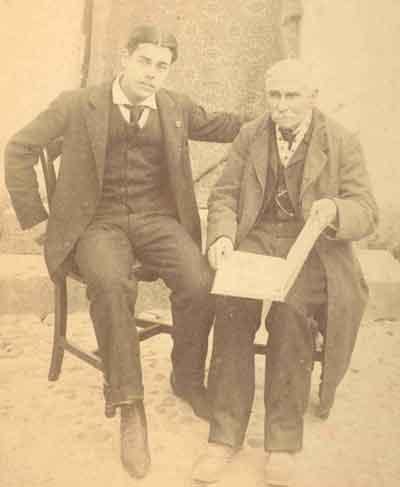
António Xavier Rodrigues Cordeiro et son petit-neveu le poète Afonso Lopes Vieira.

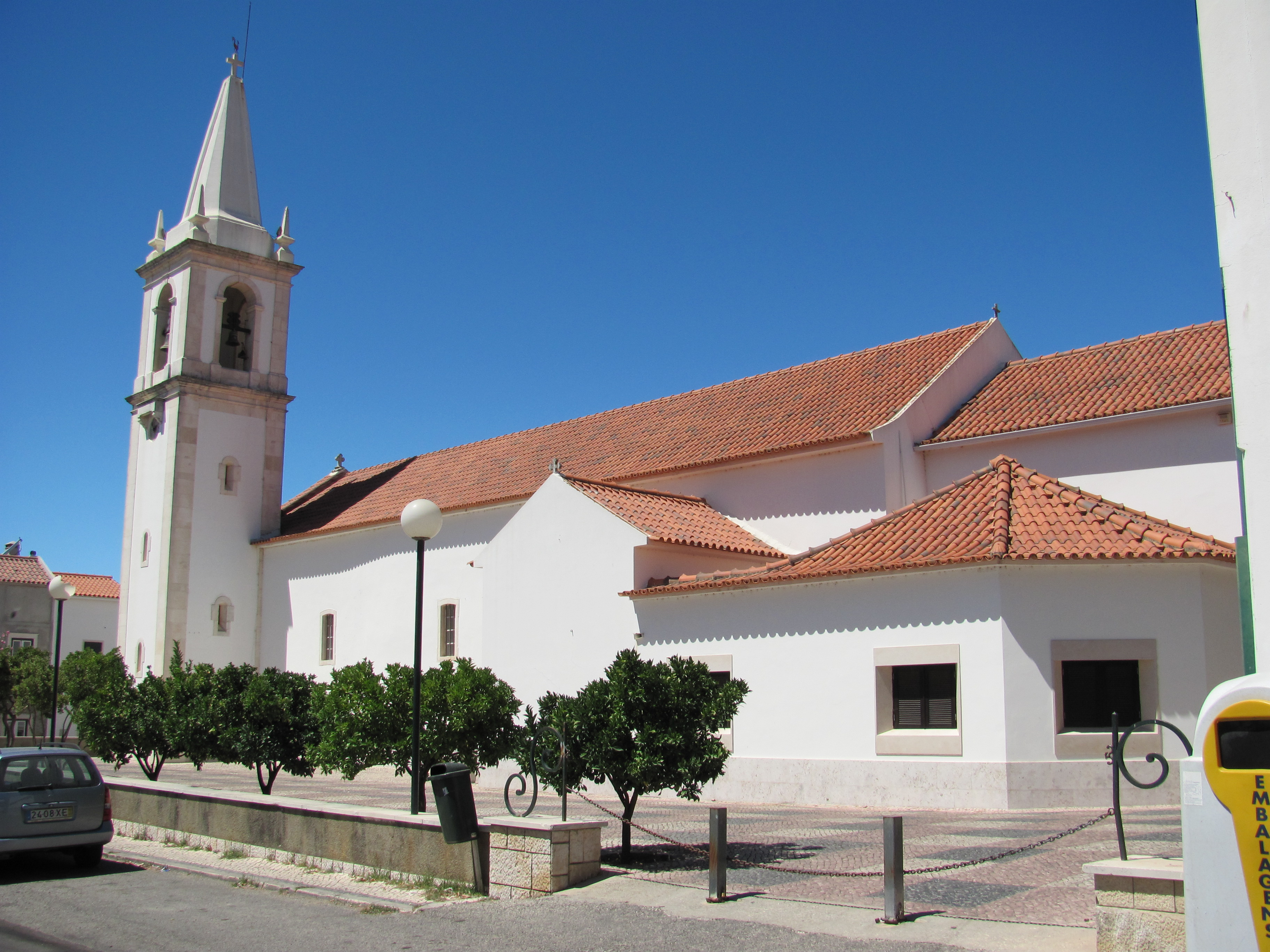
L'église Nossa Senhora da Gaiola, où se trouve la sépulture d'António Xavier Rodrigues Cordeiro.

António Xavier Rodrigues Cordeiro est le grand-oncle du poète Afonso Lopes Vieira, qui lui portait beaucoup d'affection, et sur lequel il semble avoir eu une influence décisive. Le jeune poète affirme avoir " appris à lire les classiques et à chanter " avec son grand-oncle, chez qui il faisait de nombreux et longs séjours. Dans son testament, Rodrigues Cordeiro, mort sans enfants, lui a légué sa vaste bibliothèque (donnée par la suite à la ville de Leiria) et sa superbe résidence principale à Cortes.
L’œuvre d'Afonso Lopes Vieira, considérablement plus chantante, plus simple et plus fluide, apparaît à bien des égards comme un aboutissement réussi, parce que sublimé et enrichi, de la démarche poétique de Rodrigues Cordeiro. L'élève, instruit dans sa jeunesse, et mieux outillé, a rapidement et largement dépassé le maître, auquel il ne cessera cependant de rendre hommage.
À bien des égards, la poésie actuelle de la région de Leiria s'inscrit dans le prolongement direct de la démarche de Rodrigues Cordeiro (dont elle reproduit autant les qualités que les défauts). Les textes publiés dans des mensuels tels que le Jornal das Cortes en sont un bon exemple. En posant la première pierre du patrimoine culturel de Cortes, son travail a contribué à initier un mouvement et à décomplexer un lieu. António Xavier Rodrigues Cordeiro est enterré dans l'église du village de Cortes. La rue principale reliant la partie basse à la partie haute du centre historique du village porte son nom. Il est considéré comme la personnalité la plus importante de la freguesia.
Le prix littéraire Rodrigues Cordeiro a été institué en son honneur par l'association Cartes - Associação de Autores das Cortes et la Maison-Musée Centre Culturel João Soares (Fundation Mário Soares). Il s'agit d'un concours d'écriture qui a lieu tous les ans, et qui récompense par une somme d'argent ou des livres les meilleurs textes présentés en vers ou en prose. Ces textes sont ensuite publiés dans le Jornal das Cortes.